# Habana del Este
Habana del Este è un municipio della capitale cubana dell'Avana.